# Von (együttes)
A Von amerikai black metal együttes. 1987-ben alakultak a Hawaii állambeli Oahu-n,  az évek alatt azonban áttették székhelyüket San Franciscóba. A zenekart sokan az első amerikai black metal együttesnek tartják és jelentős hatással voltak a norvég black metal mozgalomra.

## Története
"Goat", "Snake" és "Venien" alapították a zenekart. Goat és Snake mára kiléptek a Von-ból. A kilencvenes években Kill csatlakozott az együtteshez, és első demójukat 1991-ben rögzítették. A rajongók általában a Goat-Kill-Snake felállást tartják a Von "igazi felállásának". Az együttes kultikus státuszt ért el a black metal rajongók körében, illetve több black metal zenekar is hatásaként jelölte meg őket (például a Watain is, akik egy Von számról kölcsönözték a nevüket, vagy Varg Vikernes is egy Von pólót viselt a bíróságon). Az együttes szerint a "von" szó "semmi mást nem jelent, mint képeket és vért". A von szó továbbá reményt is jelent egyes északi nyelveken. A zenekar eredetileg 1987-től 1992-ig működött, majd hosszú kihagyás után, 2010-ben újraalakultak.

## Tagok
- Venien - basszusgitár, ének
- Hammer of Dread - gitár
- Lord Giblete - gitár, vokál
- Xaphan - gitár
- Dirty FvKin! Pistols - dob

## Korábbi tagok
- Goat - gitár, ének
- Snake - dob
- Kill - basszusgitár
- Blood - dob
- Charlie Fell - dob

## Diszkográfia
- Satanic Blood (demó, 1992)
- Satanic Blood Angel (válogatáslemez, 2003)
- Satanic (demó, 2009)
- Live at the Stone - San Francisco CA 1991 (koncertalbum, 2009)
- Blood Angel (demó, 2009)
- Satanic Blood (EP, 2010)
- Satanic Blood Ritual (videó, 2010)
- Black Mass: Jesus Stain (split lemez, 2012)
- Satanic Blood (album, 2012)
- Dark Gods: Seven Billion Slaves (album, 2013)
- Ritual of the Black Mass (kislemez, 2013)
- Dark Gods: Mother (kislemez, 2014)
- Dark Gods: The Culling (kislemez, 2014)
- Dark Gods: Muse of Evil (kislemez, 2014)
- Dark Gods: Abandon (kislemez, 2014)
- Dark Gods: DemonSkin (kislemez, 2014)
- Dark Gods: Invasion (Bass Demo) (kislemez, 2014)
- Dark Gods: Black Lotus (Bass Demo) (kislemez, 2014)
- Dark Gods: Ritual of the Black Mass (kislemez, 2014)
- Dark Gods: Rise of the Ancients (kislemez, 2014)
- Dark Gods: The Council of Seven (kislemez, 2014)
- Dark Gods: Architects of Death (kislemez, 2014)
- Dark Gods: Tombs (kislemez, 2014)
- Dark Gods: Birth of the Architects (album, 2017)